# Alex McHenry
Pour les articles homonymes, voir McHenry.
Pas d'image ? Cliquez ici

a Compétitions nationales et continentales officielles uniquement.

b Matchs officiels uniquement.
Dernière mise à jour le 10 juillet 2024.
Alex McHenry, né le 7 octobre 1997 à Cork, est un joueur irlandais de rugby à XV et à sept évoluant au poste de centre.

## Biographie
Né à Cork d'un père golfeur professionnel, Alex McHenry grandit à Kildare avant de déménager dans sa ville natale à 10 ans. Il étudie au Christian Brothers College (en) et pratique le rugby à XV au club du Cork Constitution à partir de 2016 ; il y remporte plusieurs titres, dont les Munster Schools Junior Cup et Senior Cup. Intégrant en parallèle l'académie de la province de Munster Rugby en 2017, il prend tout d'abord part à la British and Irish Cup et la Celtic Cup avec l'équipe réserve. En parallèle, il porte le maillot national irlandais dans deux catégories, participant avec les moins de 20 ans au Tournoi des Six Nations 2017, puis avec l'équipe d'Irlande de rugby à sept lors de la saison 2017-2018 dans le cadre de la Série mondiale et du championnat d'Europe,.
Il joue par la suite quelques rencontres avec l'équipe première du Munster en Pro14, faisant ses débuts en 2018-2019 : alors en tournée aux États-Unis avec l'équipe réserve, il est rappelé en Europe pour renforcer l'équipe première en championnat. Il intègre à nouveau l'équipe première durant la saison 2020-2021. Il est prêté pour un mois aux Wasps la saison suivante, palliant la blessure de Malakai Fekitoa à son poste, et évolue ainsi momentanément en Premiership, la première division anglaise.
Au terme de cette saison 2021-2022, le contrat entre McHenry et le Munster prend fin, après trois matchs et un essai inscrit en match officiel. Il retourne en division anglaise, signant avec les Jersey Reds en Championship, la 2e division à laquelle le club des îles Anglo-Normandes participe ; il rejoint ainsi son ancien coéquipier du Munster Seán O'Connor (en), son agent étant entré en contact avec ce dernier. À l'issue de sa première saison où il joue régulièrement, McHenry et les Reds sont sacrés champions de Championship,. Malgré son titre, la promotion en Premiership est refusée. En début de saison 2023-2024, bien que le club joue quelques matchs dans le cadre de la Coupe d'Angleterre avant l'ouverture du championnat (en), il entre en cessation de paiements dès le mois de septembre.
Sans contrat pendant plusieurs semaines, McHenry est recruté fin octobre 2023 par l'Union sportive dacquoise, renforçant le club français de Pro D2 pour le reste de la saison, signant un contrat incluant une autre année optionnelle. Malgré sa satisfaction apportée auprès des entraîneurs, son année optionnelle n'est pas activée en raison de son statut non-JIFF,.
Il rejoint par la suite l'Australie, s'engageant avec le Eastern Suburbs RUFC, ; il remporte sous le maillot du club de Rose Bay le Shute Shield, le premier dans l'histoire du club depuis 1969.

## Palmarès
- Championnat d'Angleterre de 2e division :
  - Champion : 2023 avec les Jersey Reds.
- Shute Shield :
  - Vainqueur : 2024 avec le Eastern Suburbs RUFC.